# Mairead Corrigan

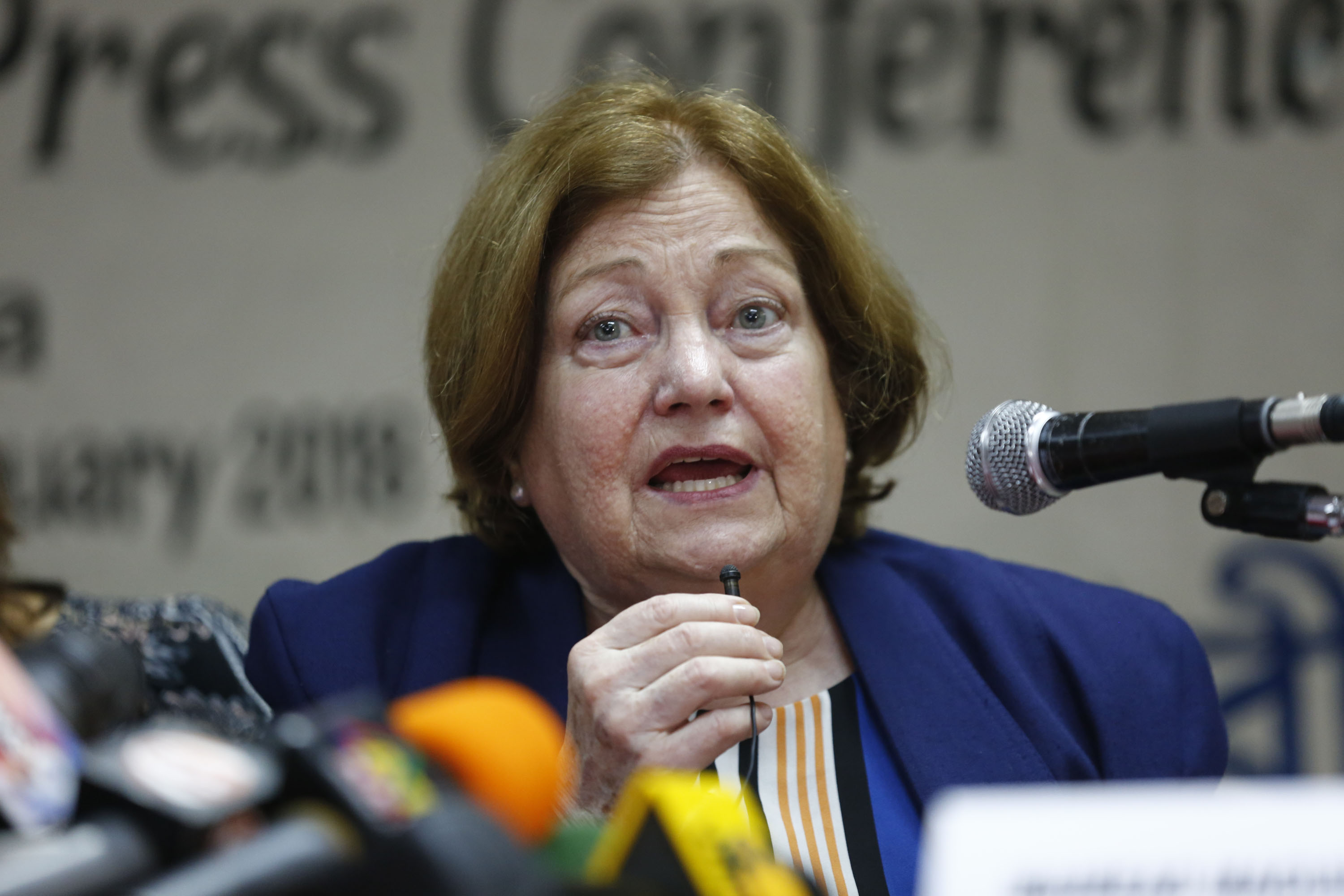
Mairead Corrigan-Maguire, 2018

Mairead Corrigan-Maguire (* 27. Januar 1944 in Belfast, Nordirland) ist die Mitbegründerin der bisher einflussreichsten Friedensbewegung Nordirlands, der Community of Peace People. Hierfür erhielt sie gemeinsam mit Betty Williams den Friedensnobelpreis des Jahres 1976.

## Leben

### Kindheit, Jugend, Berufstätigkeit
Mairead Corrigan wuchs als zweites von sieben Kindern in einfachen katholischen Verhältnissen in Belfast auf; ihr Vater war Fensterputzer, ihre Mutter Hausfrau. Als sie 13 Jahre alt war, zog ihre Familie nach Andersonstown, ein rein katholisches, sozial benachteiligtes Wohnviertel in Belfast. Sie besuchte die St.-Vincent's-Grundschule und anschließend ein Jahr die Handelsschule, das Miss Gordon’s Commercial College. Seit ihrem 16. Lebensjahr arbeitete sie als Sekretärin, meist als Stenotypistin. In den 70ern wurde sie Chefsekretärin in der Brauerei Arthur Guinness & Co. Sie blieb zunächst ledig und lebte bei ihren Eltern.
Privat engagierte Corrigan sich seit ihrer Jugend in der katholischen Laienorganisation Legio Mariae, die vor allem Jugend- und Randgruppenarbeit leistet. Gemeinsam mit einer Freundin gründete sie den ersten Kindergarten in Andersonstown, sammelte Spenden für die Einrichtung eines Veranstaltungshauses und leitete schließlich das dortige Zentrum ihrer Laienorganisation. Außerdem gründete sie eine Einrichtung, die behinderten Kindern des Stadtviertels Spiel- und Erholungsmöglichkeiten bot.
1972 nahm sie zusammen mit einem protestantischen Pfarrer aus Belfast an der neunten Weltmissionskonferenz des Ökumenischen Rats der Kirchen teil und blieb drei Wochen in Thailand. Im Auftrag der Legio Mariae reiste sie 1973 in die Sowjetunion, um dort Filmaufnahmen von christlichen Gemeinschaften zu machen; danach hielt sie Vorträge in Schulen, um über ihre Erlebnisse zu berichten.
Als zwischen 1972 und 1974 die Legio Mariae die einzige Laienorganisation war, der der Kontakt zu Gefängnisinsassen gestattet wurde, besuchte sie jeden Sonntag katholische Gefangene und pflegte Kontakte zu ihren Familien.
1973 wurde einer ihrer Freunde, Leiter eines anderen Legio-Zentrums, getötet; sie übernahm nach seinem Tod auch die Betreuung der Jugendgruppen seines Viertels. Samstags unternahm sie regelmäßig etwas mit ihren beiden Neffen, den Söhnen ihrer Schwester Anne; eine ihrer Nichten war 1968 bei einem Autounfall getötet worden – der Fahrer versuchte, aus einem Aufruhr zu entkommen.
In diesen Vierteln gibt es nichts, absolut nichts für Kinder. Da spielen Kinder auf der Straße, die leben nur ein paar Meilen vom Meer entfernt, aber sie haben es niemals gesehen. Im Sommer nahmen wir oft unsere behinderten Kinder mit an den Strand, und das waren die einzigen Momente, in denen sie am Meer waren. Aus Turf Lodge nahmen wir einmal ein paar Jugendliche mit nach Bangor – einen kleinen Strand bei Belfast – und sie fanden es toll. Manchmal gingen wir abends in Turf Lodge spazieren. Es gab keine Beleuchtung wegen der Militärpatrouillen. Wir hörten Hunde bellen; dann hörten wir plötzlich Schüsse. Jeder suchte sich Deckung. Wir wussten nicht, wer auf wen schoss, die IRA oder die anderen. Unsere Jungs und Mädchen von der Legio wussten, wo sie Unterschlupf finden sollten. Es war wirklich eine andere Welt da draußen. (Interview mit Mairead Corrigan)

### Gründung derCommunity of Peace People
Als am 10. August 1976 ein vor der britischen Armee fliehender junger IRA-Terrorist in seinem Auto von britischen Soldaten erschossen wurde, ging in der Nähe Maireads Schwester Anne mit ihren vier Kindern und ihrer Schwester Ellian spazieren. Das nun führerlose Auto erfasste die Gruppe. Der sechs Wochen alte Andrew und seine älteste Schwester Joanne waren sofort tot, der zweieinhalbjährige John starb nach wenigen Stunden. Die Mutter, Anne, wurde schwer verletzt und lag wochenlang im Koma. Einziger Überlebender der Familie war der siebenjährige Mark. Mairead Corrigan war zum Zeitpunkt der Ereignisse auf dem Rückweg aus ihrem Urlaub; sie hörte zunächst nur in den Radionachrichten davon; am selben Tag begleitete sie ihren Schwager zur Identifizierung seiner drei toten Kinder.
Der gewaltsame Zwischenfall war nicht der erste und nicht der letzte im bereits sieben Jahre andauernden Nordirlandkonflikt; er verursachte jedoch weit mehr Reaktionen als andere. Die üblichen gegenseitigen Schuldzuweisungen — war der 19-jährige IRA-Kämpfer der Schuldige oder die britischen Soldaten? — wurden abgelöst von einem auf beiden Seiten der Front empfundenen Überdruss der Gewaltspirale. Auch der Vater der Kinder und Mairead lehnten es vor den Medien ab, Schuldige zu benennen. Corrigan sagte:
Es ist egal, ob es Katholiken oder Protestanten waren, das haben Anne und Jackie ihren Kindern immer wieder gesagt, und nun sind sie tot.
Einen Tag nachdem Corrigan im Fernsehen gesprochen hatte, und zwei Tage nach dem Ereignis richtete Betty Williams, die eine Augenzeugin des Unfalls war, ihren spontanen Aufruf zu Frieden und Versöhnung an die Menschen in Nordirland. Tage später trafen sie und Corrigan zusammen; das Ergebnis war eine Demonstration am 14. August 1976, an der rund 10.000 Männer und Frauen, Katholiken und Protestanten, teilnahmen und gegen Gewalt protestierten.
Die organisierte Bewegung der Peace People wurde einige Tage nach der Beerdigung von den beiden Frauen und dem Journalisten Ciaran McKeown gegründet. Ihre Grundbotschaft war kurz und einprägsam:
- Wir wollen leben und lieben und eine gerechte und friedliche Gesellschaft aufbauen.
- Wir wollen für unsere Kinder, ebenso wie für uns selbst, zuhause, am Arbeits- und am Spielplatz, ein Leben voller Frieden und Freude.
- Wir erkennen an, dass der Aufbau eines solchen Lebens uns harte Arbeit und Mut abverlangt.
- Wir erkennen an, dass es viele Probleme in unserer Gesellschaft gibt, die Quellen von Konflikten und Gewalt sind.
- Wir erkennen an, dass jede einzelne Kugel, die abgefeuert wird, und jede explodierende Bombe diese Arbeit schwieriger macht.
- Wir lehnen die Bombe und die Kugel und alle Techniken der Gewalt ab.
- Wir verpflichten uns, mit unseren Nachbarn in Nah und Fern, Tag und Nacht am Aufbau dieser friedlichen Gesellschaft zu arbeiten, in der die Tragödien, wie wir sie kannten, eine böse Erinnerung und eine stetige Warnung sein werden.

Es folgte die so genannte Peace Rallye, in der überall in Nordirland Woche für Woche Friedensdemonstrationen stattfanden. Insgesamt konnten bis zu 500.000 Menschen zur Teilnahme motiviert werden, dies waren erheblich mehr als bei allen nordirischen Friedensbewegungen bis dahin. Die Hauptaktivisten der Community of Peace People, zu der die Woman for peace geworden war, reisten in Bussen von Stadt zu Stadt. Als Höhepunkt fand im Oktober 1976 eine Aktion auf dem Trafalgar Square in London statt, an der auch die US-amerikanische Sängerin und Friedensaktivistin Joan Baez teilnahm. Durch das internationale Interesse konnte ein Betrag von fast 300.000 englischen Pfund gesammelt werden, mit denen der Bau eines Hauptquartiers, die Verbandszeitung Peace by Peace und einige Kommunalprojekte finanziert wurden. Betty Williams und Corrigan reisten durch Europa, Australien und die USA, um für ihre Ziele zu demonstrieren.
Im Oktober 1977 wurde den beiden Frauen für ihr Engagement für die Peace People der Friedensnobelpreis für das Jahr 1976 rückwirkend (in dem Jahr war der Preis zunächst nicht vergeben worden) zuerkannt, übergeben bekamen sie ihn im Dezember 1977, als die großen Kampagnen der Peace People bereits abgeschlossen waren. Die Organisation widmete sich nachhaltigeren Friedensprojekten, wie etwa Jugend- und Versöhnungsarbeit.
Als Corrigan von der Entscheidung des Nobelkomitees hörte, sagte sie:
Für mich bedeutet der Nobelpreis, dass wir die Welt durch Gewaltlosigkeit verändern können, und viele Menschen haben genau wie ich diese Vision.

### Nach dem Nobelpreis
Gewaltlosigkeit war für Mairead Corrigan weiterhin der rote Faden in ihrer Arbeit. Der Nordirlandkonflikt ging trotz der Friedensaktivitäten unvermindert weiter; das Medieninteresse an den Peace People versandete bald. Corrigan setzte ihre Arbeit, gestützt durch ihre tief empfundene christliche Überzeugung, wie vor dem Nobelpreis konsequent fort. Im Dezember 1976 hatte sie ihren Beruf aufgegeben, um sich voll der politischen Arbeit zu widmen.
Corrigans Schwester Anne, die bei dem Unfall schwer körperlich und seelisch traumatisiert worden war und sich vom Tod ihrer Kinder nie erholt hatte, wanderte 1977 mit ihrem Mann und dem verbliebenen Sohn Mark nach Neuseeland aus. Der versuchte Neuanfang gelang nicht, und die Familie kehrte 1978 zurück nach Belfast. Obwohl Anne noch zwei weitere Kinder geboren hatte, vertieften sich ihre Depressionen und nach mehreren Suizidversuchen schnitt sie sich im Januar 1980 die Pulsadern auf und verblutete. Im September desselben Jahres heiratete Mairead Corrigan ihren verwitweten Schwager und adoptierte ihren Neffen und die beiden Nichten. 1982 und 1984 wurden ihre beiden Söhne John Francis und Luke geboren.
Eine logische Konsequenz für Mairead Corrigan-Maguire in ihrer christlich motivierten Friedensarbeit war der Einsatz für die Ökumene. Am Irischen Institut für Ökumene absolvierte sie eine Weiterbildung in Ökumenischen Studien, und sie ist eines der führenden Mitglieder des Internationalen Versöhnungsbundes und der britischen Filiale von Pax Christi. Außerdem ist sie Ehrenpräsidentin der Initiative Hands Off Cain, die sich für die Abschaffung der Todesstrafe einsetzt, und eine der Initiatoren von Child Right Worldwide, einer Kinderschutzorganisation.
Eines der irischen Projekte der Peace People, das von Corrigan-Maguire maßgeblich mitgetragen wurde, ist die Einrichtung von interkonfessionellen Schulen in Nordirland. In Konsequenz wurde sie die Schirmherrin des Nordirischen Rates für Integrierte Ausbildung (Northern Ireland’s Council for Integrated Education).
Um ihr Anliegen zu vertreten, reiste Corrigan-Maguire in die USA, nach Australien und Neuseeland, Korea, Indien, Bangladesch und Japan, nach Afrika und in den Irak und nach Israel. In Burma setzte sie sich (vergeblich) für die Freilassung von Aung San Suu Kyi ein; außerdem besuchte sie in Argentinien den Bürgerrechtler Adolfo Pérez Esquivel, den sie selbst 1980 für den Friedensnobelpreis vorgeschlagen hatte. Sie traf mit Papst Johannes Paul II., Königin Elisabeth II. und US-Präsident Jimmy Carter zusammen.
Im Jahr 2002 wurde sie Ratsmitglied des Weltfriedensrates in Kanada.
Sie war Mitglied im Ehrenschutzkomitee für die Internationale Koordination für die Dekade für eine Kultur des Friedens und der Gewaltfreiheit für die Kinder der Welt (2001–2010).
Einige Tage nach dem Beginn des Dritten Golfkrieges nahm sie an einer Pax-Christi-Protestaktion vor dem Weißen Haus in Washington teil und wurde von der Polizei festgenommen, weil sie eine Absperrung überschritten hatte. Sie sagte bei ihrer Verhaftung:
„In Nordirland sind wir ermutigt worden, unsere Probleme im Dialog zu lösen, und ich würde das hier auch gerne erleben.“
Bei einer internationalen Protestaktion gegen den Bau der Mauer in den von Israel besetzten palästinensischen Gebieten im April 2007 wurde Mairead Corrigan vom israelischen Militär durch ein Gummigeschoss am Bein und durch Tränengas verletzt. Sie erklärte danach: „Im Gegensatz zu dem, was die Israelis sagen, wird diese Trennmauer Angriffe und Gewalt nicht verhindern. Was Angriffe und Gewalt verhindern wird, ist ein Friedensabkommen zwischen den beiden Völkern, und ich bin sicher, dass das israelische Volk, ebenso wie das palästinensische, Frieden will.“
Im Mai 2010 nahm Corrigan an der Aktion Ship to Gaza 2010 des Free Gaza Movement teil.
Zusammen mit den beiden Friedensnobelpreisträgern Erzbischof Desmond Tutu und Adolfo Pérez Esquivel verfasste sie im November 2012 einen offenen Brief, in dem Bradley Manning „ein mutiger Informant, der Verbrechen in Afghanistan und im Irak aufgedeckt habe“ genannt wird. Der Obergefreite der US-Streitkräfte verdiene Gnade statt Strafverfolgung, schrieben die drei Friedensnobelpreisträger in dem am 3. Dezember 2012 in der Zeitschrift „The Nation“ veröffentlichten Brief.

## Auszeichnungen
- 1976 Friedenspreis des norwegischen Volkes
- 1976 Friedensnobelpreis
- 1976 Carl-von-Ossietzky-Medaille
- 1978 Women of Achievement, Ehrenpreis der UN
- 1990 Pacem in Terris Award
- Ehrendoktorwürden der Universität Yale, Universität Südkorea und des Colleges New Rochelle (NY)
- 1992 Distinguished Peace Leadership Award der Nuclear Age Peace Foundation für „standhaftes Eintreten für Frieden und soziale Gerechtigkeit“